# Шостий Новопідмосковний провулок
Шо́стий Новопідмоско́вний прову́лок знаходиться у Войківському районі Північного адміністративного округу міста Москви. Розташований між вулицею Зої і Олександра Космодем'янських та Старопетрівським проїздом.

## Походження назви
Провулок отримав свою назву 11 листопада 1955 року у зв'язку з примиканням до Підмосковної вулиці (нині — Вулиця Зої і Олександра Космодем'янських), з близькістю до залізничної станції Підмосковна і дачного селища Підмосковний (нині не існує) .

## Транспорт
Провулок має по одній смузі для руху в кожному напрямку. Громадський транспорт по провулку не ходить. По сусідній вулиці Зої і Олександра Космодем'янських ходять трамваї № 23, 27 і автобуси № 204, 179. За 1,1 км на захід від провулка розташована станція метро «Войківська» Замоскворецької лінії.

## Будинки і споруди
Провулок забудований переважно житловими будинками. За адресою 6-й Новопідмосковний провулок, 7 ведеться будівництво модульного храму на честь святих Царських Страстотерпців. На період будівництва на будмайданчику встановлена каплиця .